# Normel TV
Normel TV (egentligen NormelTV) är en svensk inte längre aktiv Youtube-kanal med inriktning mot sociala experiment och pranks. Kanalen, som blev startskottet på både Vlad Reiser och Daniel Norlins karriär inom Youtube, grundades 2013 och har över 500 000 prenumeranter och över 60 miljoner visningar.
Kanalen blev nominerad i Årets dolda kamera i Guldtuben 2016. Kanalen har under åren varierat i språk, med svenska, engelska och ryska. Kanalen var aktiv från 2013 fram till 2016, då parterna valde att gå skilda vägar och satsa mer på sina egna kanaler.